# Caml
Caml, acrónimo de "Categorical Abstract MetaLanguage", é um dialeto da família de linguagens de programação do ML, desenvolvida pelo INRIA e pela École Normale Supérieure.
Como todos os descendentes do ML, Caml é uma linguagem de tipagem estática, de avaliação estrita (strict evaluation) e usa gerenciamento automático de memória.
A primeira implementação Caml, feita em Lisp, foi apelidada de "Heavy CAML" (CAML pesado) por causa dos requisitos de CPU e memória excessivos se comparados com seu sucessor, o Caml light (Caml leve), que foi implementado em linguagem C por Xavier Leroy e Damien Doligez. Além de ser completamente reescrito, o CAML special Light acrescentou um poderoso sistema de módulos na base da linguagem.
Atualmente a principal implementação do Caml é o Objective Caml, que acrescenta várias novas funcionalidades à linguagem, incluindo uma camada de orientação a objetos.